# Marek Walicki
Marek Walicki, ps. Zawisza, Jan Łada, Jan Korsak (ur. 9 lutego 1931 w Warszawie) – polski dziennikarz emigracyjny, pracownik Rozgłośni Polskiej Radia Wolna Europa i sekcji polskiej Głosu Ameryki.

## Życiorys
Urodził się w rodzinie dentystów, dorastał w Warszawie mieszkając na rogu ulic Chocimskiej i Klonowej. W czasie II wojny światowej był od 1943 członkiem Szarych Szeregów na Wilanowie i Sadybie, używając pseudonimu Zawisza. 
W październiku 1949 opuścił nielegalnie Polskę i przedostał się przez Czechosłowację do Republiki Federalnej Niemiec z zamiarem wstąpienia do wojska polskiego na Zachodzie. Do maja 1950 służył w Polskich Oddziałach Wartowniczych w Unterpfaffenhoffen (obecnie dzielnica Germering) i Bad Wörishofen w Bawarii. Od 1950 do 1952 był sekretarzem Centrali Caritasu Polskiego na amerykańską strefę okupacyjną Niemiec z siedzibą w Monachium. W latach 1951–1955 wchodził w skład zarządu Związku Studentów Polaków w Niemczech. W październiku 1952 został pracownikiem rozgłośni Głos Wolnej Polski (następnie Rozgłośnia Polska Radia Wolna Europa), początkowo w nasłuchu radiowym. Jego nauczycielem w zakresie prowadzonej przez Radio Wolna Europa antykomunistycznej walki politycznej był Tadeusz Nowakowski.
W 1955 wyjechał do USA. W latach 1960–1974 mieszkał w Nowym Jorku. Od 1962 do 1976 pracował jako redaktor w nowojorskim oddziale Rozgłośni Polskiej Radia Wolna Europa, po likwidacji oddziału z końcem 1973 jako jeden z trzech, a później jedyny korespondent nowojorski rozgłośni monachijskiej, podlegając bezpośrednio Janowi Nowakowi-Jeziorańskiemu.
W 1976 z rekomendacji szefowej wydziału personalnego RWE w Nowym Jorku Malamaty Theoharous podjął pracę dla Amerykańskiej Agencji Informacyjnej w polskiej sekcji Głosu Ameryki w Waszyngtonie, gdzie był przełożonym Marka Święcickiego, pierwszego zastępcy Jana Nowaka-Jeziorańskiego w Rozgłośni Polskiej RWE w Monachium. Od 1981 do 1992 był zastępcą kierownika sekcji (co było równoznaczne z funkcją redaktora naczelnego), a w latach 1993–1994 kierownikiem. W latach 80. odbywał podróże służbowe do Polski, gdzie rozmawiał z działaczami Solidarności. W 1994 przeszedł na emeryturę.
W latach 2003–2008 był z nominacji Jana Nowaka-Jeziorańskiego prezesem Fundacji Jana i Jadwigi Nowak-Jeziorańskich. Był również członkiem zarządu powstałej w 2001 Fundacji im. Stefana Korbońskiego w Waszyngtonie i wykonawcą testamentu Zofii Korbońskiej.
W 2000 został odznaczony Złotym Krzyżem Zasługi (M.P. z 16.02.2001, poz. 98), a w 2010 Krzyżem Komandorskim Orderu Odrodzenia Polski (M.P. z 2010, nr 29, poz. 390).
Jego bratem przyrodnim był Michał Walicki, ojciec Andrzeja.

## Publikacje
- Z Polski Ludowej do Wolnej Europy, Bellona, Warszawa 2018, ISBN 978-83-11-15593-0
- O Andrzeju Walickim inaczej. Opowieść epistolarna, red. Michał Siermiński, Instytut Historii Nauki PAN, Warszawa 2024, ISBN 978-83-965210-3-3